# نعیم اعراب
نعیم اعراب (فرانسوی: Naïm Aarab‎؛ زادهٔ ۷ فوریهٔ ۱۹۸۸) بازیکن فوتبال اهل بلژیک است.
از باشگاه‌هایی که در آن بازی کرده‌است می‌توان به باشگاه فوتبال ان. ئی. سی، باشگاه فوتبال اویپشت، باشگاه فوتبال سنت ترویدنس، باشگاه فوتبال لاریسا، باشگاه فوتبال الوداد کازابلانکا و باشگاه فوتبال رویال شارلوا اشاره کرد.
وی همچنین در تیم ملی فوتبال زیر ۲۱ سال بلژیک بازی کرده‌است.